# Saint-Pabu
Saint-Pabu település Franciaországban, Finistère megyében. Lakosainak száma 2078 fő (2022. január 1.). Saint-Pabu Lampaul-Ploudalmézeau és Plouguin községekkel határos.

## Népesség
A település népessége az elmúlt években az alábbi módon változott:
| Lakosok száma | 1283 | 1380 | 1392 | 1731 | 2060 | 2077 | 2074 | 2069 | 2067 | 2078 |
|               | 1968 | 1982 | 1990 | 2006 | 2013 | 2015 | 2017 | 2019 | 2020 | 2022 |